# 梅尔肖
梅尔肖（德語：Melchow，發音：[ˈmɛlçoː] ⓘ）是德国勃兰登堡州巴尔尼姆县的市镇，面积16.62平方千米，2023年12月31日人口为1,084人。